# Bronagh Gallagher
Bronagh Gallagher (nacida el 26 de abril de 1972) es una cantante y actriz irlandesa de Irlanda del Norte. Gallagher tuvo su primer papel actoral en la película para televisión de 1989 Dear Sarah. En 2020, ocupó el puesto 33 en la lista de The Irish Times de los mejores actores de cine de Irlanda.

## Primeros años
Durante su adolescencia, se involucró en actividades de teatro y música en la escuela y se unió a un grupo de teatro amateur local llamado Oakgrove Theatre Company. En un momento, fue corista en una banda local llamada The Listener (1989-1990). La banda practicaba en un garaje que pertenecía a Kevin McLaughlin, el baterista. Laurence Harkin, también conocido como L, fue el cantante principal y la guitarra.

## Carrera
La gran oportunidad de Gallagher, que era peluquera, llegó con la interpretación  del personaje de Bernie en The Commitments (1991), seguida de un papel secundario en el drama de la BBC You, Me &amp; Marley (1992). Tuvo pequeños papeles en Pulp Fiction (1994) y Star Wars: Episodio I - La amenaza fantasma (1999). Otras de sus apariciones en películas incluyen a Mary Reilly (1996), Divorcing Jack (1998), Thunderpants (2002), Skagerrak (2003), Tristán e Isolda (2006), Last Chance Harvey (2008), Sherlock Holmes (2009) y Grabbers (2012).
Gallagher ha aparecido en el escenario en la producción del Théâtre de Complicité de The Street of Crocodiles y en la producción del National Theatre de Caballo de guerra como Rose Narracott.
El primer álbum de Gallagher, Precious Soul, fue lanzado en 2004 en el sello Salty Dog Records y fue producido por John Reynolds. El álbum presenta colaboraciones con Brian Eno en las canciones "He Don't Love You" y "Hooks". Gallagher escribió la mayor parte de la música del álbum, tocó la batería y cantó en la voz principal.
Gallagher lanzó un segundo álbum Bronagh Gallagher en 2012 y un tercer álbum Gather Your Greatness en 2016.
En 2009, Gallagher actuó junto a un conocido elenco en la producción de Myspace / Vertigo Films Faintheart y protagonizó la serie de televisión de comedia Pramface de la BBC Three en 2012.
En televisión, interpretó a la madre del joven Nick en el drama de la BBC Nick Nickleby. Interpretó a Trisha Meehan en The Field of Blood y a Ada Mason en el episodio "The Mystery of the Blue Train" de la serie 10 de Agatha Christie's Poirot.
Una imagen de Gallagher, en el personaje de Bernie McGloughlin en la película The Commitments, apareció en un sello postal irlandés como parte de la serie Ireland 1996: Irish Cinema Centenary emitida por An Post. La imagen incluye a sus coprotagonistas de The Commitments, Angeline Ball como Imelda Quirke, Maria Doyle Kennedy como Natalie Murphy y Robert Arkins como Jimmy Rabbitte.

## Filmografía

### Películas
| Año  | Título                                            | Papel                 | Notes                  |
| ---- | ------------------------------------------------- | --------------------- | ---------------------- |
| 1990 | Dear Sarah                                        | Anne Conlon           | TV film                |
| 1991 | The Commitments                                   | Bernie McGloughlin    |                        |
| 1994 | Pulp Fiction                                      | Trudi                 |                        |
| 1995 | Ruffian Hearts                                    | Dervla                | TV film                |
| 1996 | Mary Reilly                                       | Annie                 |                        |
| 1998 | Painted Angels                                    | Eileen                |                        |
| 1998 | Divorcing Jack                                    | Taxi Driver           |                        |
| 1999 | This Year's Love                                  | Carol                 |                        |
| 1999 | Star Wars: Episodio I - La amenaza fantasma       | Capitana Maoi Madakor |                        |
| 2000 | The Most Fertile Man in Ireland                   | Millicent             |                        |
| 2000 | Wild About Harry                                  | Miss Boyle            |                        |
| 2002 | Sinners                                           | Kitty                 | Película de televisión |
| 2002 | Thunderpants                                      | Mrs. Smash            |                        |
| 2003 | Skagerrak                                         | Sophie                |                        |
| 2003 | Holy Cross                                        | Sarah Norton          | Película de televisión |
| 2003 | Spin the Bottle                                   | Teresa                |                        |
| 2005 | Tara Road                                         | Polly                 |                        |
| 2006 | Tristán e Isolda                                  | Bragnae               |                        |
| 2006 | Middletown                                        | Tessie                |                        |
| 2007 | Botched                                           | Sonya                 |                        |
| 2007 | Agnes                                             | Agnes Jones           | Película de televisión |
| 2007 | Clean the House                                   | Cleaner               | Película de televisión |
| 2008 | Faintheart                                        | Maggie                |                        |
| 2008 | Last Chance Harvey                                | Oonagh                |                        |
| 2009 | Malice in Wonderland                              | Hattie                |                        |
| 2009 | Sherlock Holmes                                   | Palm Reader           |                        |
| 2010 | The Big I Am                                      | Di Baines             |                        |
| 2010 | Tamara Drewe                                      | Eustacia              |                        |
| 2011 | Albert Nobbs                                      | Cathleen Page         |                        |
| 2011 | Arthur Christmas                                  | Elfa                  | Voz                    |
| 2011 | Where Are They Now?                               | Woman                 | Cortometraje           |
| 2012 | Grabbers                                          | Una Maher             |                        |
| 2012 | After the Triumph of Your Birth                   | Mujer del teatro      |                        |
| 2013 | Made in Belfast                                   | Undertaker            |                        |
| 2013 | Orbit Ever After                                  | Madre                 | Cortometraje           |
| 2013 | The Food Guide to Love                            | Rachel                |                        |
| 2014 | Shooting for Socrates                             | Irene                 |                        |
| 2014 | Justlikeabitch                                    | Mary                  | Cortometraje           |
| 2017 | Return to Montauk                                 | Irene                 |                        |
| 2017 | Brexit Shorts: Your Ma's a Hard Brexit            |                       | Cortometraje           |
| 2018 | The Guernsey Literary and Potato Peel Pie Society | Charlotte Stimple     |                        |
| 2019 | The Personal History of David Copperfield         | Mrs. Micawber         |                        |
| 2019 | A Bump Along the Way                              | Pamela                |                        |
| 2024 | The End                                           |                       | Rodaje                 |
| TBA  | Dance First                                       |                       | Posproducción          |

### Televisión
| Año           | Título                      | Papel              | Notas                                     |
| ------------- | --------------------------- | ------------------ | ----------------------------------------- |
| 1992          | Screenplay                  | Frances            | Episodio: "You, Me & Marley"              |
| 1992          | The Bill                    | Nicola Purdy       | 2 episodios                               |
| 1993          | Over the Rainbow            | Michelle           | Personaje regular, 8 episodios            |
| 1995          | Performance                 | Minnie Powell      | Episodio: "Shadow of a Gunman"            |
| 1996          | Screen Two                  | Sandra Williamson  | Episodio: "The Precious Brood"            |
| 1999          | Shockers                    | Alice Walker       | Episodio: "Deja Vu"                       |
| 2000          | Cry Wolf                    | Bambi              | Episodio: Series 1, Episode 5             |
| 2000          | The Fitz                    | Teddy              | Personaje regular, 6 episodes             |
| 2001          | On a Life's Edge            | Zoe                | Cortometraje                              |
| 2004          | The Clinic                  | Lisa               | Episodio: Series 2, Episode 8             |
| 2005          | Agatha Christie's Poirot    | Ada Mason          | Episodio: "The Mystery of the Blue Train" |
| 2007          | Holby City                  | Gilly Conran       | Episodio: "Paranoid Android"              |
| 2007          | The Bill                    | Tina Wilson        | Episodio: "Dicing with Danger"            |
| 2007          | The Street                  | Mary Jennerson     | Episodio: "Twin"                          |
| 2007          | The Peter Serafinowicz Show | Various characters | Recurrente, 6 episodios                   |
| 2010          | Accused                     | Siobhan            | Episodio: "Helen's Story"                 |
| 2011–2013     | The Field of Blood          | Trisha Meehan      | 4 episodios                               |
| 2012          | New Tricks                  | Mara Donaldson     | Episodio: "Dead Poets"                    |
| 2012–2014     | Pramface                    | Sandra Prince      | Personaje regular, 17 episodios           |
| 2013          | Shameless                   | Ronnie             | Episodio: "Kiss, Kiss, Bang, Bang"        |
| 2015          | Moone Boy                   | Pat O'Dwyer        | Episodio: "The Plunder Years"             |
| 2015          | You, Me and the Apocalypse  | Larrson            | Miniserie, 7 episodios                    |
| 2017          | Count Arthur Strong         | Birdie             | Recurrente, 6 episodios                   |
| 2018          | Genius                      | Berthe Weill       | Episodio: "Picasso: Chapter Two"          |
| 2019–presente | Brassic                     | Carol Dennings     | Protagonista                              |
| 2020          | Belgravia                   | Speer              | Miniserie                                 |
| 2022          | Derry Girls                 | Ella misma         | Aparición especial                        |

### Teatro
| Año  | Título                                             | Papel                   | Teatro                                                   |
| ---- | -------------------------------------------------- | ----------------------- | -------------------------------------------------------- |
| 1991 | The Patriot Game                                   | Segunda soldado         | Abbey Theatre, Dublin                                    |
| 1992 | A Crucial Week in the Life of a Grocer's Assistant | Agnes Smith             | Abbey Theatre, Dublin                                    |
| 1992 | The Iceman Cometh                                  | Pearl                   | Abbey Theatre, Dublin                                    |
| 1994 | Peer Gynt                                          | Ingrid/Green-Clad Woman | Barbican Centre, Londres                                 |
| 1996 | Portia Coughlan                                    | Stacia Diyle            | Abbey Theatre, Dublin & Royal Court Theatre, Londres     |
| 1997 | El círculo de tiza caucasiano                      | Mother Georgia          | Royal National Theatre, Londres                          |
| 1999 | The Street of Crocodiles                           | Adela                   | Queen's Theatre, Londres                                 |
| 2000 | Dublin Carol                                       | Mary                    | Royal Court Theatre, Londres                             |
| 2000 | Light                                              | Adla                    | Almeida Theatre, Londres                                 |
| 2009 | Caballo de guerra                                  | Rose Narracott          | New London Theatre, Londres                              |
| 2009 | Every Good Boy Deserve Favour                      | Profesora               | Royal National Theatre, Londres                          |
| 2011 | The Faith Machine                                  | Tatiana                 | Royal Court Theatre, Londres                             |
| 2014 | Seven                                              | Mukhtaran Mai           | Great Hall of Parliament, Belfast & The Guildhall, Derry |
| 2017 | Girl from the North Country                        | Mrs. Burke              | The Old Vic, Londres & Teatro Noël Coward, Londres       |